# Nóvaia Liàlia
Nóvaia Liàlia - Новая Ляля (rus) és una ciutat de l'óblast de Sverdlovsk, a Rússia. Es troba al vessant oriental dels Urals, a 245 km al nord de Iekaterinburg. Es troba a la vora del riu Liàlia, un afluent per la dreta del Sosva.

## Història
Nóvaia Liàlia fou fundada el 1723 prop d'una foneria de coure, que tancà el 1744. El 1906 s'hi obrí una estació ferroviària en la línia de Kuixva-Serov. A començaments del segle xx la vila desenvolupà noves activitats industrials, com el tractament de fusta o la fabricació de paper. Accedí a l'estatus de possiólok (poble) el 1928 i finalment al de ciutat el 1938.